# Svedbosjön
Svedbosjön är en sjö i Grådö i Hedemora kommun, Dalarna, och ingår i Dalälvens huvudavrinningsområde.